# 502
502 (DII, na numeração romana) foi um ano comum do século VI do Calendário Juliano, da Era de Cristo, teve início a uma Terça-feira e terminou também a uma Terça-feira, e a sua letra dominical foi F (52 semanas).
| Ano completo                       |
| ---------------------------------- |
| Ano comum com início à terça-feira |

## Eventos
- Início da Guerra Anastácia entre o Império Bizantino e o Império Sassânida